# Binche
Binche é uma cidade e um município da Bélgica localizado no distrito de Thuin, província de Hainaut, região da Valônia.

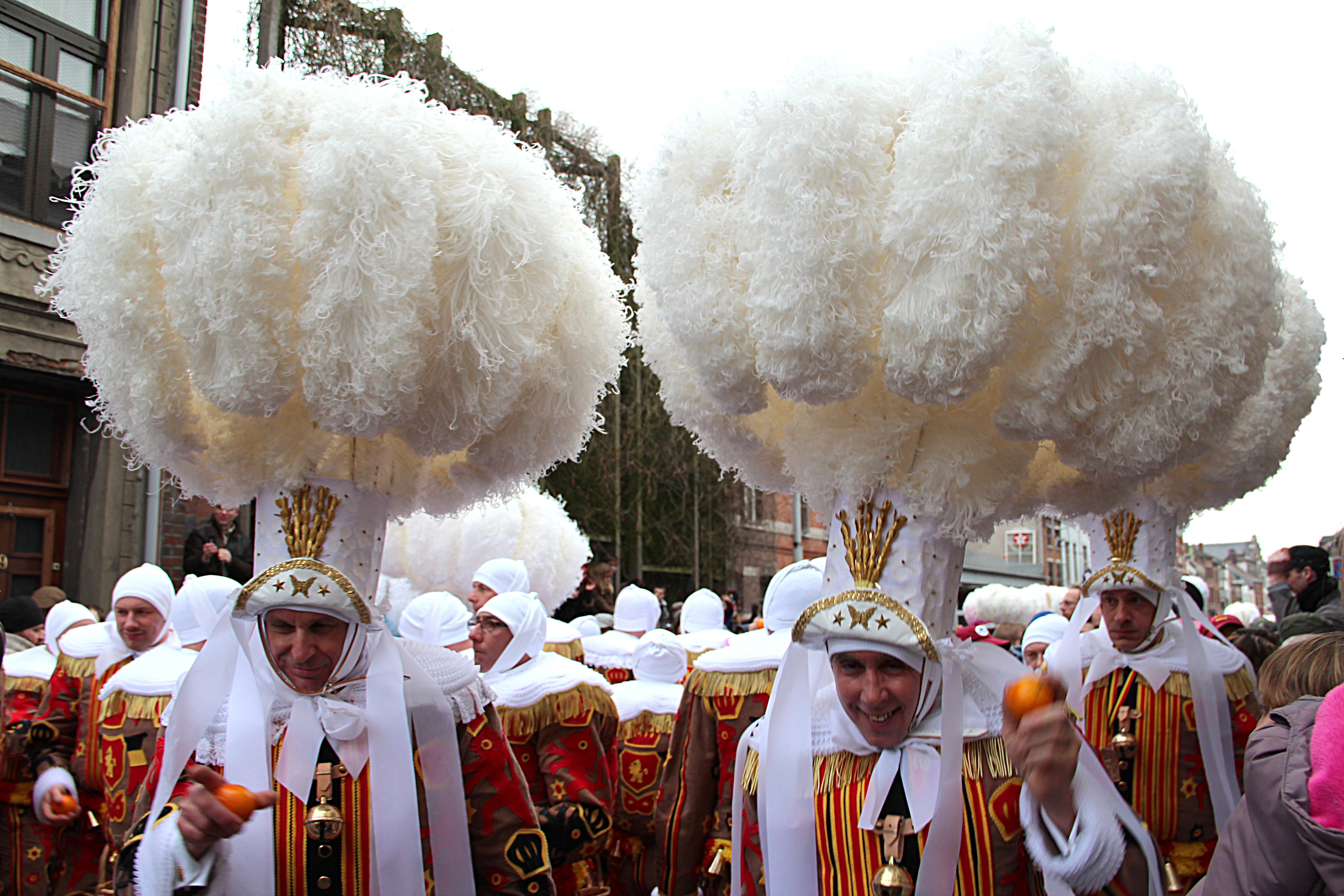
O Carnaval de Binche

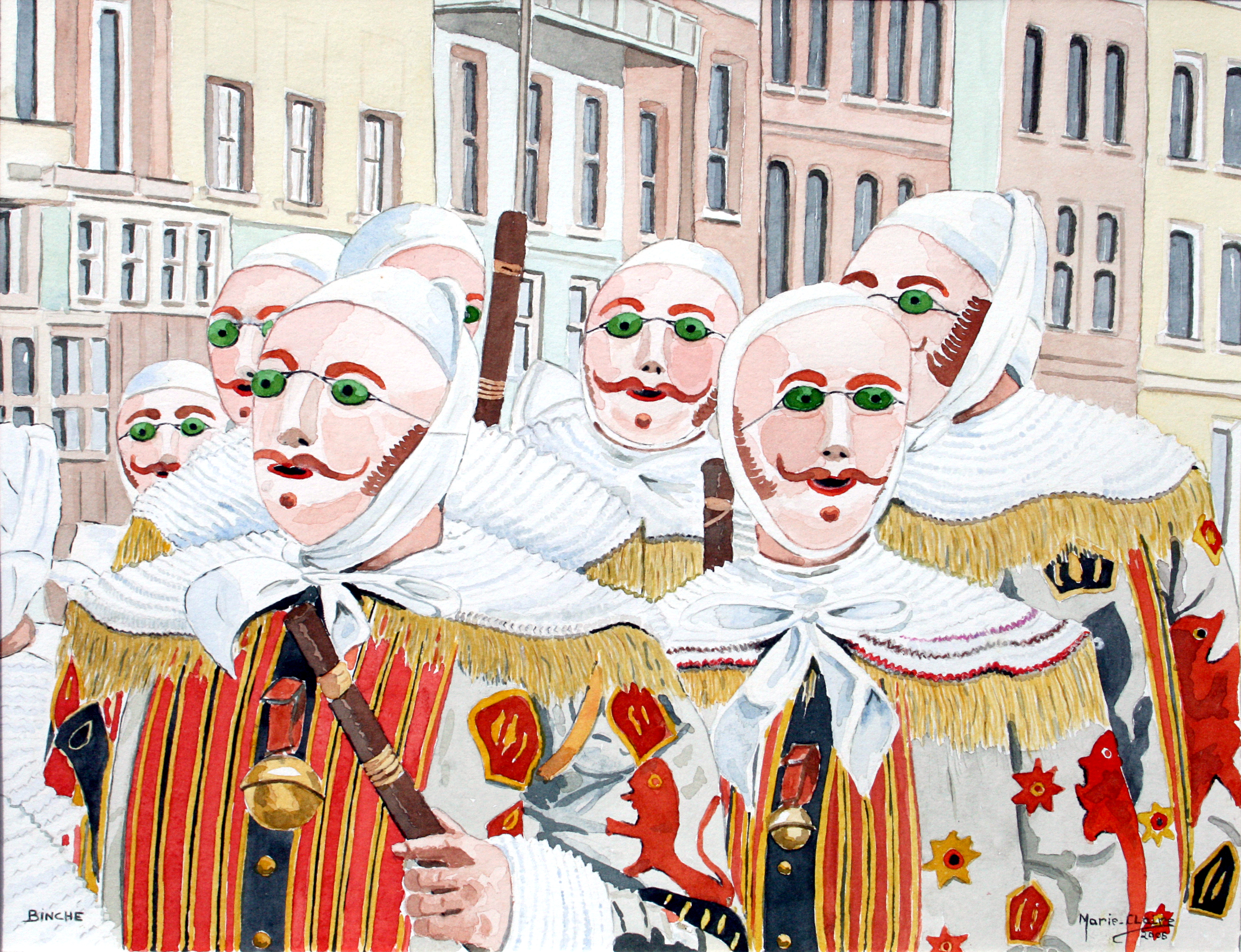
Gilles usando sua máscara de cera.